# Polizei (Portugal)
Die Polizei in Portugal ist aufgeteilt in drei große Polizeikräfte:

Logo der Polícia de Segurança Pública

- die Polícia de Segurança Pública:   Die PSP ist die nationale Polizeieinheit Portugals, die für urbane Räume zuständig ist. Auf den Azoren und auf Madeira ist die PSP auch außerhalb der urbanen Zentren tätig. Sie untersteht direkt dem Innenministerium. Vorläufer der PSP waren die Stadtpolizeien von Lissabon und Porto, die 1867 gegründet wurden.
- die Kriminalpolizei Polícia Judiciária:   Die PJ ist mit der Verfolgung von Straftaten beschäftigt und unterstützt andere Sicherheitskräfte bei der Ermittlung und Vorbeugung von Straftaten. Ihre Angehörigen versehen ihren Dienst meist in Zivilkleidung. Als Kriminalpolizei untersteht sie dem Justizministerium und besitzt administrative Autonomie.Wappen der Guarda Nacional Republicana

Wappen der Guarda Nacional Republicana

- die Guarda Nacional Republicana:  Die GNR ist die nationale Gendarmerie Portugals, die die Zuständigkeit für den Polizeidienst vor allem in ländlichen Gebieten hat. Die GNR ist auf den Inseln als Küstenwache, insbesondere als sog. Zollbrigade, tätig. Die GNR  ist die direkte Nachfolgerin der Guarda Real da Polícia („Königliche Polizeiwache“), die ihre Ursprünge Anfang des 19. Jahrhunderts hatte. Sie ist in Friedenszeiten im Bereich der Rekrutierung, Verwaltung und der Ausübung der polizeilichen Tätigkeiten dem zuständigen Polizeiminister (heute Innenminister, Ministro da Administração Interna) unterstellt. Für die Bewaffnung, Uniformierung u. Ä. ist sie dem zuständigen Militärminister (heute Verteidigungsminister, Ministro da Defesa Nacional) unterstellt. In Kriegszeiten stehen die Truppen unter Leitung des Militärkommandos.

Weitere nationale Sicherheitsbehörden sind die Ausländerbehörde SEF (Serviço de Estrangeiros e Fronteiras) und der Nachrichtendienst SIS (Serviço de Informações de Segurança). Daneben bestehen Stadtpolizeien in größeren Gemeinden, die sogenannte Polícia Municipal (umgangssprachlich als „fiscais“ bezeichnet).
Die Verfassung der portugiesischen Republik begründet einen Rechtsanspruch des Bürgers auf Sicherheit. Die Polizei hat die Aufgabe, die innere Sicherheit und die Rechte der Bürger zu verteidigen. GNR und PSP dürfen aber nicht tätig werden, wenn eine private Streitigkeit vorliegt.
Die Polizei ist unter der Euronotrufnummer 112 erreichbar.

## Kennzeichnungspflicht
Siehe auch
Eine Kennzeichnungspflicht in Form von Namensetiketten oder Identifikationsnummern besteht nicht. Stattdessen führen die Beamten eine sogenannte Identifikationskarte mit sich, die Auskunft über ihren Namen gibt. Es besteht eine Ausnahmeregelung für Gefahrensituationen und den Dienst in geschlossenen Verbänden. In diesen Fällen können die Beamten eine kodierte Nummer tragen oder aber auch die Auskunft über ihre Identität verweigern.
Diese Regelung gilt für die nationale Polizei, die Militärkräfte und die regionale Polizei. Die Stadtpolizei trägt lediglich ihre eigenen Polizeiwappen an der Uniform.